# Kúpos tüskés tengeri sün
A kúpos tüskés tengeri sün (Echinometra mathaei) az Echinometridae család névadó Echinometra nemének egyik faja. Kifejlett példánya 7,5 cm-es. A Vörös-tengerben, az Indiai-óceánban és a Csendes-óceánban Japán és Hawaii partjainál él.